# Francis Poty
Francis Poty (Luttre, 8 november 1940) was een  Belgisch volksvertegenwoordiger voor de PS.

## Levensloop
Als regent in aardrijkskunde en wetenschappen werd Poty leraar aan de Université du Travail Paul Pastur. Ook was hij de auteur van meerdere historische werken over de arbeidersbeweging in het arrondissement Charleroi.
Als syndicaal gedelegeerde van de CGSP werd Poty politiek actief voor de PS. Hij begon politieke carrière in 1983 toen hij verkozen werd als gemeenteraadslid van Charleroi. Hij oefende dit mandaat uit tot in 1995.
Van 1991 tot 1995 was hij lid van de Kamer van volksvertegenwoordigers voor het arrondissement Charleroi. Hierdoor was hij automatisch lid van de Waalse Gewestraad en de Raad van de Franse Gemeenschap. Daarna was hij van 1995 tot 2004 lid van het Waals Parlement en het Parlement van de Franse Gemeenschap. Van 1995 tot 2004 was hij tevens gemeenschapssenator in de Belgische Senaat. Van 2001 tot 2004 was hij lid van de Parlementaire Assemblee van de Raad van Europa en van de Assemblee van de West-Europese Unie.
Poty was tevens administrateur en ondervoorzitter van de intercommunale Carolorégienne. Nadat bleek dat de intercommunale slecht beheerd werd, moest Poty in 2005 ontslag nemen als ondervoorzitter. Het dossier werd in 2008 doorverwezen naar de correctionele rechtbank en in juni 2010 werd hij veroordeeld tot een geldboete en zes maanden celstraf. Samen met vijf andere beschuldigden ging Poty in beroep. In april 2012 werd het vonnis door het Hof van Beroep van Bergen bevestigd, maar werd de geldboete verhoogd.

## Onderscheidingen
- Ridder in de Leopoldsorde sinds 2003
- Burgerlijke Medaille eerste klasse sinds 1993
- Eresenator